# クロイツェルピアノ
有限会社クロイツェルピアノ（KREUTZER）は、静岡県浜松市にあるピアノの製造業社である。1949年創業。アップライトピアノの受注生産は2011年に終了した。ブランド名「クロイツェル」（KREUTZER）と会社名はピアニストのレオニード・クロイツァーに由来する。
以前の名称は株式会社クロイツェルピアノ。

## 概要
年間の生産台数は少ないが、手造りピアノとして、ドイツ製の基本部品を用い、総アグラフを採用するなど高品質であり、存在を知る人の間では人気が高い。グランドピアノは生産していないが、アップライトピアノはさまざまなバリエーションを生産している。
注文生産であり、生産台数は年間数台以下と非常に少ないため、中古ピアノの修理や再生が主な業務となっている。

## 製造ブランド
- KREUTZER（クロイツェル）
- LICHTENSTEIN（リヒテンシュタイン）
- ROSENTHAL（ローゼンタール）

## その他
東京ディズニーランドのアトモスフィア（開催時間、開催場所が非公開のショー）の1つに「バイシクルピアノ」というのがある。アップライトピアノに椅子、ペダル付き車輪を追加装備し、自走できるピアノを演奏する（時に走りながら演奏する）エンターテイメントである。これに使用されている「自転車ピアノ」を製造したのがクロイツェルである。